# Cornelia Eicker
Cornelia Eicker (* 1. März 1963 in Radevormwald; auch bekannt als Cornelia Eicker-Behling oder Conny Behling, bürgerlich seit 1986: Cornelia Behling) ist eine deutsche Sängerin in der Stimmlage Sopran der christlichen Musikszene.

## Leben
Cornelia Eicker wuchs sehr jung in die musikalische Arbeit Wir singen für Jesus ihrer Eltern Elsa und Ernst August Eicker hinein. So sang sie im Alter von drei Jahren auf Konzerten mit ihrer älteren Schwester Ruthild und spielte mit etwa zehn Jahren ihre erste Aufnahmen ein. 1971 gründete Elsa Eicker außerdem den Wir-singen-für-Jesus-Kinderchor, bei dem Cornelia als Kindersolistin mitsang. Später wurde sie zur Sopranstimme des Wir-singen-für-Jesus-Chors unter der Leitung ihres Vaters.
Im Folgenden entwickelte sie sich zur eigenständigen Sängerin mit eigenen Titeln auf Konzerten und Produktionen der einzelnen Formationen von Wir singen für Jesus. Der aus diesem Grund stets wachsenden Nachfrage einer Soloplatte der Solistin nachgehend, veröffentlichte der Buch- und Schallplattenverlag Hermann Schulte 1979 ein gemeinsames Album mit ihrer Schwester Ruthild Eicker unter dem Titel Es ist ein guter Weg. Arrangiert und produziert von Dirk Schmalenbach und begleitet von der Rockband Eden präsentieren sich die Schwestern hier in einem deutlich progressiveren Sound als selbstständige Künstler. In dieser Zeit studierte Cornelia Eicker am Institut Wuppertal der Musikhochschule Rheinland (heute Hochschule für Musik und Tanz Köln) Klavier und Gesang.
Heute singt Cornelia Eicker als Solistin bei Voices for Christ, der neuen Chorgeneration von Wir singen für Jesus. Bei den Musicals Das lebendige Buch und Die gute Nachricht mit Kids for Christ und Voices for Christ unter der Leitung von Ruthild Eicker spielte und sang Cornelia unter anderem die biblische Rolle der Purpurverkäuferin Lydia.
Cornelia Eicker bildet außerdem, zusammen mit ihrer Schwester und den Eltern, das Quartett Die Eickers. In dieser Konstellation waren sie auf allen Wir-singen-für-Jesus-Konzerten und -Produktionen bis zu deren Auflösung im Jahre 2004 präsent. Das Lied Schau ich zurück, das Die Eickers 1991 auf dem Jubiläumsalbum zum 25-jährigen Bestehen des Chors herausgebracht hatten, erreichte in der Wunschliedersendung des ERF Gern gehört als erstes Lied die Tausendermarke. In derselben Sendung beliebt ist auch der Titel Jerusalem von Cornelia Eicker, der auf der zweiten Folge der gleichnamigen CD-Reihe zur Sendung, herausgegeben vom Verlag Gerth Medien, zu finden ist.
Im Mai 2011 trat Cornelia Eicker neben weiteren Künstlern der christlichen Musikszene der 1950er bis 1970er auf dem Nostalgiekonzert Unvergessen – Lieder, die bleiben von Gerth Medien und dem Evangeliums-Rundfunk mit Liedern der vergangenen Jahrzehnte sowie einem Terzett mit Doris Loh und ihrer Schwester Ruthild Eicker auf.
Cornelia Eicker ist seit 1986 mit Frank Behling verheiratet, dessen Namen sie seither bürgerlich trägt. Die beiden haben drei Kinder namens Sarah, Christina und Sebastian. Das Ehepaar war am 23. Januar 2010 gemeinsam zu Gast in der Talkshow Hof mit Himmel von ERF Fernsehen und sprach über Cornelias chronische Erkrankung mit Neurodermitis seit dem Säuglingsalter.

## Aufnahmen
Seit mehreren Jahrzehnten in der christlichen Musikszene aktiv, wirkte Cornelia Eicker inzwischen bei rund zwanzig Tonträgerproduktionen mit. Die folgende Liste enthält ihre bekanntesten Aufnahmen, zu denen z. B. ihr Song Hoffnung für dich aus dem Musical Das lebendige Buch gehört, seit 1997 bereits mehrfach auf unterschiedlichsten Samplern und Kompilationen neu herausgebracht und in unzähligen Kirchen und Gemeinden gesungen, oder Tragt das Licht in die Welt, 1999 auf das offizielle Album zum Verlagsjubiläum Happy Birthday. Schulte & Gerth – 50 Jahre jung gewählt, und nicht zuletzt mehrere weitere Titel, die zu den beliebtesten der Wunschliedersendung Gern gehört des ERF zählen.
- Bin überreich beschenkt
- Wenn du manchmal ganz alleine bist
- Vor Gott sind alle gleich
- Die Taube
- Jerusalem
- Ob die Sonne morgen scheinet (Duett mit Ruthild Eicker)
- Hoffnung für die Welt
- Das neue Halleluja (mit Wir singen für Jesus Chor)
- Tragt das Licht in die Welt
- Hoffnung für dich
- Schau ich zurück (Die Eickers)

## Diskografie
Im Folgenden sind die Produktionen von Cornelia Eicker als Sopransolistin der Wir-singen-für-Jesus-Chöre, im Quartett Die Eickers und als selbstständige Sängerin gelistet.
| Jahr | Titel                                      | Repräsentant                    | Verlag       |
| ---- | ------------------------------------------ | ------------------------------- | ------------ |
| 1974 | Wunder der Gnade Jesu                      | Wir singen für Jesus            | Gerth Medien |
| 1976 | Zehn Jahre Wir singen für Jesus Chor       | Wir singen für Jesus            | Gerth Medien |
| 1978 | Wir gehen durch die Zeit                   | Wir singen für Jesus            | Gerth Medien |
| 1979 | Es ist ein guter Weg                       | Cornelia Eicker, Ruthild Eicker | Gerth Medien |
| 1980 | Er gab mir Freude                          | Wir singen für Jesus            | Gerth Medien |
| 1981 | Zehn Jahre Wir singen für Jesus Kinderchor | Wir singen für Jesus            | Gerth Medien |
| 1982 | Wir wollen weitersagen                     | Wir singen für Jesus            | Gerth Medien |
| 1983 | Lasst uns gemeinsam ihn loben              | Wir singen für Jesus            | Gerth Medien |
| 1986 | Preis den Herrn, alle Welt                 | Wir singen für Jesus            | Gerth Medien |
| 1988 | Preist seine Herrlichkeit                  | Wir singen für Jesus            | Gerth Medien |
| 1991 | Wir singen für Jesus                       | Wir singen für Jesus            | Gerth Medien |
| 1993 | Gebt unserm Gott die Ehre                  | Wir singen für Jesus            | Gerth Medien |
| 1996 | Gott ist der Grund unserer Freude          | Wir singen für Jesus            | Gerth Medien |
| 1997 | Das lebendige Buch                         | Wir singen für Jesus            | Gerth Medien |
| 2000 | Jesus, du bist Herr                        | Wir singen für Jesus            | Gerth Medien |
| 2001 | Weihnachtszeit online                      | Wir singen für Jesus            | Gerth Medien |
| 2002 | Fest der Weihnachtslieder                  | Wir singen für Jesus            | Gerth Medien |
| 2004 | Die gute Nachricht                         | Wir singen für Jesus            | Gerth Medien |

## Filmografie
| Jahr | Titel                 | Rolle                 | Verlag       |
| ---- | --------------------- | --------------------- | ------------ |
| 1997 | Das lebendige Buch    | Mutter                | ERF Medien   |
| 2003 | Weihnachtszeit online | Mutter                | Gerth Medien |
| 2004 | Die gute Nachricht    | Purpurhändlerin Lydia | Gerth Medien |